# Pure Instinct
Pure Instinct és el 15è àlbum d'estudi del grup de Heavy Metal alemany Scorpions, publicat el 1996.
La coberta original va ser substituïda per una alternativa als EUA. La coberta dels EUA té una imatge del grup amb una ona vermella sortint d'una guitarra.

## Llista de cançons
Totes les cançons estan escrites per Rudolf Schenker i Klaus Meine, excepte les que estan indicades:
1. "Wild Child" – 4:19
2. "But The Best For You" (Meine) – 5:26
3. "Does Anyone Know" (Meine) – 6:03
4. "Stone In My Shoe" – 4:42
5. "Soul Behind The Face" – 4:14
6. "Oh Girl (I Wanna Be With You)" – 3:56
7. "When You Came Into My Life" (Meine, Schenker, Titiek Puspa, James F. Sundah) – 5:17
8. "Where The River Flows" – 4:16
9. "Time Will Call Your Name" – 3:21
10. "You And I" (Meine) – 6:22
11. "Are You The One?" – 3:15
12. "She's Knocking At My Door" (cançó extra en l'edició japonesa)

## Formació
- Klaus Meine: Cantant
- Rudolf Schenker: Guitarra
- Matthias Jabs: Guitarra
- Curt Cress: bateria
- Ralph Rieckermann: Baix

## Èxits

### Àlbum
Billboard (Amèrica del Nord)
| Any  | Tipus             | Posició |
| ---- | ----------------- | ------- |
| 1996 | The Billboard 200 | #99     |

### Singles
| Any  | Cançó        | Tipus                  | Posició |
| ---- | ------------ | ---------------------- | ------- |
| 1996 | "Wild Child" | Mainstream Rock Tracks | #19     |